# مغامرات ساسوكي
مغامرات ساسوكي (باليابانية: まんが猿飛佐助) مسلسل أنيمي ياباني من إنتاج ستوديو كناك برودكشنز

## القصة
كان محارب النينجا ساروتوبي ساسوكي (باليابانية: 猿飛 佐助) أحد "أبطال سانادا العشرة"، مجموعة المحاربين الأسطوريين الذين عملوا تحت إمرة الساموراي سانادا يوكيمورا (باليابانية: 真田 幸村) خلال فترة المقاطعات المتحاربة في اليابان وساهموا في معارك قلعة أوساكا ويُظنّ بأنه مات في الحملة الصيفية لحصار أوساكا عام 1615.
ساروتوبي تعني باليابانية: قفزة القرد. وسمي كذلك لقدرته على القفز على الأشجار والتنقل على الأغصان كالقرود حيث نشأ في منطقة غابات أوكي غاهارا تحت أقدام جبل فوجي. وكان مسلسل الكارتون ساسوكي يظهر كل هذه الملامح الشخصية والجغرافية.
تم سنة 2014 إصدار أول مجسم رسمي لساسوكي عن طريق شركة kyushutoys

## الدبلجة العربية
تم دبلجة الأنيمي إلى العربية في لبنان وكان العاملون على الدبلجة هم:
- أنطوانيت ملوحي بدور (ساسوكي)[4]
- صبحي عيط بدور (جامبو)[4]
- عماد فريد بدور (سانادا)[4]
- وحيد جلال بدور (الشرير الكبير)[4]
- سمير شمص بدور (هانزو هاتوري)[4]
- نوال حجازي بدور (يوكي (ابنة القائد سانادا) وفي بعض الحلقات شيري)[4]
- جهاد الأطرش بدور (عشلر -أرقط -الشرير الذي استغل الطفل ستوني)[4]
- الإنتاج: نقولا أبو سمح
- الاشراف الفني: وئام الصعيدي
- كلمات الأغنية: جوزيف فاخوري
- غناء: جوزيف ناصيف

## عناوين الحلقات
| #  | العنوان الأصلي               | عنوان الحلقة (مترجم)                     |
| -- | ---------------------------- | ---------------------------------------- |
| 1  | オンキリキリさるとび参上     | على النتوء القرمزي                       |
| 2  | 忍術合戦・大蛇対大ガマ       | معركة نينجوتسو - أوروهي ضدّ غاما العظيم   |
| 3  | 清海入道・怒りの百人力       | مدخل سيشي - مئات الغاضبين                |
| 4  | 秘密兵器千人ごろし           | السلاح السرّي - آلاف الأشخاص              |
| 5  | くノ一忍法・大グモの術       | فنّ كونويشي ودايغو                        |
| 6  | 空中戦・空飛ぶ忍者の正体は？ | قتال الجو - ما هي هويّة النينجا الطائر؟   |
| 7  | 蛇の目傘のお化け忍者         | شبح النينجا لمظلّة الأفعى                 |
| 8  | 女忍者にだまされた佐助       | ساسوكي الذي خدع من قبل أنثى نينجا        |
| 9  | 海の生物を生けどりにしろ     | الكائنات الحيّة لمحاصيل البحر             |
| 10 | 鬼首山の決闘                 | معركة أونيكياما                          |
| 11 | たつ巻忍法・空とぶ三兄弟     | تيتسورو نينوميا - السماء والأخوة الثلاثة |
| 12 | 危うし地獄谷の決戦           | معركة جيكوكوداني                         |
| 13 | バテレン妖術ミイラ壷         | وعاء تحنيط باتوراين السحري               |
| 14 | 水から生まれた妖術使い       | السحرة المولودون من الماء                |
| 15 | 恐怖の吸血コウモリ           | الخفاش المرعب الماص للدماء               |
| 16 | 魔法の笛でネズミが走る       | هرب فأر بالمزمار السحري                  |
| 17 | 草競馬場の妖術使い           | ساحر مضمار العشب                         |
| 18 | 恐るべし・人をのみこむ大鏡   | شخص فظيع - مرآة كبيرة تعكس الشخص         |
| 19 | 写し絵の術 あっ、佐助が二人  | هناك تقنية لصنع النسخ - اثنين من ساسوكي  |
| 20 | 軽わざ一座のピエロは悪魔     | عندما يتحرّك مهرّج الضوء يصبح الشيطان      |
| 21 | 見えない敵 カスミ忍者現る    | ظهور العدو الخفي النينجا كاسومي          |
| 22 | 美女と巨人の二人妖術         | فتاتين جميلتين وساحر عملاق               |
| 23 | 清海・ああ涙の故郷           | تشينغهاي - بلد الدموع                    |
| 24 | さらば佐助・またの日を       | وداعاً ساسوكي وإلى يوم آخر                |

## وصلات خارجية
- مغامرات ساسوكي على موقع IMDb (الإنجليزية)
- مغامرات ساسوكي على موقع فيلمافينيتي (الإسبانية)
- مغامرات ساسوكي على موقع كينوبويسك (الروسية)
- مغامرات ساسوكي على موقع قاعدة بيانات الفيلم (الإنجليزية)
- مغامرات ساسوكي على موقع ANN anime (الإنجليزية)